# Contrisson
Contrisson är en kommun i departementet Meuse i regionen Grand Est (tidigare regionen Lorraine) i nordöstra Frankrike. Kommunen ligger i kantonen Revigny-sur-Ornain som tillhör arrondissementet Bar-le-Duc. År 2022 hade Contrisson 773 invånare.

## Befolkningsutveckling
Antalet invånare i kommunen Contrisson
| Referens: INSEE |